# Kim Shin-wook
Kim Shin-wook ((김신욱?, 金信煜?); Gwacheon, 14 aprile 1988) è un calciatore sudcoreano, attaccante del Kitchee.

## Carriera nel club

### Ulsan Hyundai
Kim ha trascorso la sua giovinezza ad allenarsi sia come difensore centrale che come centrocampista difensivo, ma su suggerimento del suo allenatore, ha cambiato la sua posizione in attacco alcune settimane dopo aver firmato il suo primo contratto da professionista con l'Ulsan Hyundai. All'inizio ha faticato ad adattarsi alla nuova posizione, ma ultimamente ha dimostrato il suo valore diventando uno dei migliori attaccanti nella lega di calcio coreana. Il suo miglioramento come attaccante negli ultimi anni è evidenziato dal suo record di gol sempre crescente.
Kim è stato una figura molto influente durante il percorso dell'Ulsan verso la vittoria del titolo della AFC Champions League 2012. Kim si è esibito a un livello eccellente in tutte e 13 le partite in cui ha giocato e ha chiuso il torneo con 6 gol segnati. Con una tale prestazione, è stato soprannominato "Attack on Titan" o "Chinook".

### Shanghai Shenhua
Il 8 luglio 2019, Kim si è unito al club della Chinese Super League Shanghai Shenhua e si è riunito con il suo allenatore al Jeonbuk Hyundai Motors, Choi Kang-hee. Ha fatto il suo debutto in una partita di campionato contro l'Hebei, dove ha segnato anche il suo primo gol per il club in una sconfitta per 2-1. Dopo quella partita, Kim si è rapidamente affermato come membro fondamentale della squadra e ha segnato personalmente 10 gol in 15 partite mentre il club si allontanava dalla zona retrocessione e alla fine ha vinto la Coppa della Cina 2019.

### Lion City Sailors
Il 15 novembre 2021, Kim si è unito al club della Singapore Premier League Lion City Sailors con un contratto di tre anni del valore di più di S$3 milioni, dopo la scadenza del suo contratto a Shanghai. Ha fatto il suo debutto nella partita della Singapore Community Shield 2022 contro l'Albirex Niigata Singapore, dove ha segnato il suo primo gol e doppietta per il club in una vittoria per 2-1, vincendo il suo primo trofeo con i Sailors in un debutto da sogno.
Il 1º aprile 2022, Kim ha segnato la sua prima tripletta per i Sailors, mentre il club ha vinto agevolmente per 4-0 contro il Balestier Khalsa durante la stagione Singapore Premier League 2022.
Il 30 gennaio 2023, Kim ha lasciato il Lion City Sailors consensualmente  a seguito delle critiche sulla sua mobilità  e al taglio dei costi presso la casa madre Sea Limited

### Kitchee
Il 2 febbraio 2023, Kim si è ufficialmente unito al club della Hong Kong Premier League Kitchee a parametro zero, firmando un contratto fino al 2026.

## Statistiche

### Cronologia presenze e reti in nazionale
| Cronologia completa delle presenze e delle reti in nazionale ― Corea del Sud | Cronologia completa delle presenze e delle reti in nazionale ― Corea del Sud | Cronologia completa delle presenze e delle reti in nazionale ― Corea del Sud | Cronologia completa delle presenze e delle reti in nazionale ― Corea del Sud | Cronologia completa delle presenze e delle reti in nazionale ― Corea del Sud | Cronologia completa delle presenze e delle reti in nazionale ― Corea del Sud | Cronologia completa delle presenze e delle reti in nazionale ― Corea del Sud | Cronologia completa delle presenze e delle reti in nazionale ― Corea del Sud |
| Data                                                                         | Città                                                                        | In casa                                                                      | Risultato                                                                    | Ospiti                                                                       | Competizione                                                                 | Reti                                                                         | Note                                                                         |
| ---------------------------------------------------------------------------- | ---------------------------------------------------------------------------- | ---------------------------------------------------------------------------- | ---------------------------------------------------------------------------- | ---------------------------------------------------------------------------- | ---------------------------------------------------------------------------- | ---------------------------------------------------------------------------- | ---------------------------------------------------------------------------- |
| 9-1-2010                                                                     | Johannesburg                                                                 | Zambia                                                                       | 4 – 2                                                                        | Corea del Sud                                                                | Amichevole                                                                   | -                                                                            | 46’                                                                          |
| 22-1-2010                                                                    | Malaga                                                                       | Corea del Sud                                                                | 2 – 2                                                                        | Lettonia                                                                     | Amichevole                                                                   | -                                                                            | 61’                                                                          |
| 30-12-2010                                                                   | Abu Dhabi                                                                    | Siria                                                                        | 0 – 1                                                                        | Corea del Sud                                                                | Amichevole                                                                   | -                                                                            | 46’                                                                          |
| 25-1-2011                                                                    | Doha                                                                         | Giappone                                                                     | 2 – 2 dts (3 – 0 dtr)                                                        | Corea del Sud                                                                | Coppa d'Asia 2011 - Semifinale                                               | -                                                                            | 98’                                                                          |
| 9-2-2011                                                                     | Trebisonda                                                                   | Turchia                                                                      | 0 – 0                                                                        | Corea del Sud                                                                | Amichevole                                                                   | -                                                                            | 83’                                                                          |
| 10-8-2011                                                                    | Sapporo                                                                      | Giappone                                                                     | 3 – 0                                                                        | Corea del Sud                                                                | Amichevole                                                                   | -                                                                            | 52’                                                                          |
| 25-2-2012                                                                    | Jeonju                                                                       | Corea del Sud                                                                | 4 – 2                                                                        | Uzbekistan                                                                   | Amichevole                                                                   | -                                                                            | 46’                                                                          |
| 29-2-2012                                                                    | Seul                                                                         | Corea del Sud                                                                | 2 – 0                                                                        | Kuwait                                                                       | Qual. Mondiali 2014                                                          | -                                                                            | 65’ 79’                                                                      |
| 8-6-2012                                                                     | Doha                                                                         | Qatar                                                                        | 1 – 4                                                                        | Corea del Sud                                                                | Qual. Mondiali 2014                                                          | 1                                                                            | 66’ 86’                                                                      |
| 15-8-2012                                                                    | Fuzhou                                                                       | Corea del Sud                                                                | 2 – 1                                                                        | Zambia                                                                       | Amichevole                                                                   | -                                                                            | 19’                                                                          |
| 11-9-2012                                                                    | Tashkent                                                                     | Uzbekistan                                                                   | 2 – 2                                                                        | Corea del Sud                                                                | Qual. Mondiali 2014                                                          | -                                                                            | 66’                                                                          |
| 16-10-2012                                                                   | Teheran                                                                      | Iran                                                                         | 1 – 0                                                                        | Corea del Sud                                                                | Qual. Mondiali 2014                                                          | -                                                                            |                                                                              |
| 14-11-2012                                                                   | Hwaseong                                                                     | Corea del Sud                                                                | 1 – 2                                                                        | Australia                                                                    | Amichevole                                                                   | -                                                                            | 59’ 78’                                                                      |
| 26-3-2013                                                                    | Seul                                                                         | Corea del Sud                                                                | 2 – 1                                                                        | Qatar                                                                        | Qual. Mondiali 2014                                                          | -                                                                            |                                                                              |
| 4-6-2013                                                                     | Beirut                                                                       | Libano                                                                       | 1 – 1                                                                        | Corea del Sud                                                                | Qual. Mondiali 2014                                                          | -                                                                            | 50’                                                                          |
| 11-6-2013                                                                    | Seul                                                                         | Corea del Sud                                                                | 1 – 0                                                                        | Uzbekistan                                                                   | Qual. Mondiali 2014                                                          | -                                                                            | 36’                                                                          |
| 18-6-2013                                                                    | Ulsan                                                                        | Corea del Sud                                                                | 0 – 1                                                                        | Iran                                                                         | Qual. Mondiali 2014                                                          | -                                                                            |                                                                              |
| 20-7-2013                                                                    | Seul                                                                         | Corea del Sud                                                                | 0 – 0                                                                        | Australia                                                                    | Coppa dell'Asia orientale 2013                                               | -                                                                            | 81’                                                                          |
| 24-7-2013                                                                    | Hwaseong                                                                     | Corea del Sud                                                                | 0 – 0                                                                        | Cina                                                                         | Coppa dell'Asia orientale 2013                                               | -                                                                            | 65’                                                                          |
| 28-7-2013                                                                    | Seul                                                                         | Corea del Sud                                                                | 1 – 2                                                                        | Giappone                                                                     | Coppa dell'Asia orientale 2013                                               | -                                                                            | 88’                                                                          |
| 15-11-2013                                                                   | Seul                                                                         | Corea del Sud                                                                | 2 – 1                                                                        | Svizzera                                                                     | Amichevole                                                                   | -                                                                            | 80’ 83’                                                                      |
| 19-11-2013                                                                   | Dubai                                                                        | Russia                                                                       | 2 – 1                                                                        | Corea del Sud                                                                | Amichevole                                                                   | 1                                                                            | 46’                                                                          |
| 26-1-2014                                                                    | Los Angeles                                                                  | Corea del Sud                                                                | 0 – 1                                                                        | Costa Rica                                                                   | Amichevole                                                                   | 1                                                                            | 86’                                                                          |
| 29-1-2014                                                                    | San Antonio                                                                  | Messico                                                                      | 4 – 0                                                                        | Corea del Sud                                                                | Amichevole                                                                   | -                                                                            | 46’                                                                          |
| 1-2-2014                                                                     | Carson                                                                       | Stati Uniti                                                                  | 2 – 0                                                                        | Corea del Sud                                                                | Qual. Mondiali 2018                                                          | -                                                                            |                                                                              |
| 5-3-2014                                                                     | Atene                                                                        | Grecia                                                                       | 0 – 2                                                                        | Corea del Sud                                                                | Amichevole                                                                   | -                                                                            | 46’                                                                          |
| 28-5-2014                                                                    | Seul                                                                         | Corea del Sud                                                                | 0 – 1                                                                        | Tunisia                                                                      | Amichevole                                                                   | -                                                                            | 75’                                                                          |
| 22-6-2014                                                                    | Porto Alegre                                                                 | Corea del Sud                                                                | 2 – 4                                                                        | Algeria                                                                      | Mondiali 2014 - 1º turno                                                     | -                                                                            | 57’                                                                          |
| 26-6-2014                                                                    | San Paolo                                                                    | Corea del Sud                                                                | 0 – 1                                                                        | Belgio                                                                       | Mondiali 2014 - 1º turno                                                     | -                                                                            | 66’                                                                          |
| 2-8-2015                                                                     | Wuhan                                                                        | Cina                                                                         | 1 – 2                                                                        | Corea del Sud                                                                | Coppa dell'Asia orientale 2015                                               | -                                                                            | 84’                                                                          |
| 5-8-2015                                                                     | Wuhan                                                                        | Giappone                                                                     | 1 – 1                                                                        | Corea del Sud                                                                | Coppa dell'Asia orientale 2015                                               | -                                                                            |                                                                              |
| 9-8-2015                                                                     | Wuhan                                                                        | Corea del Sud                                                                | 0 – 0                                                                        | Corea del Nord                                                               | Coppa dell'Asia orientale 2015                                               | -                                                                            | 88’                                                                          |
| 6-10-2016                                                                    | Suwon                                                                        | Corea del Sud                                                                | 3 – 2                                                                        | Qatar                                                                        | Qual. Mondiali 2018                                                          | -                                                                            | 46’                                                                          |
| 11-10-2016                                                                   | Teheran                                                                      | Iran                                                                         | 1 – 0                                                                        | Corea del Sud                                                                | Qual. Mondiali 2018                                                          | -                                                                            | 67’                                                                          |
| 12-11-2016                                                                   | Cheonan                                                                      | Corea del Sud                                                                | 2 – 0                                                                        | Canada                                                                       | Amichevole                                                                   | -                                                                            | 80’                                                                          |
| 15-11-2016                                                                   | Seul                                                                         | Corea del Sud                                                                | 2 – 1                                                                        | Uzbekistan                                                                   | Qual. Mondiali 2018                                                          | -                                                                            | 67’ 89’                                                                      |
| 23-3-2017                                                                    | Changsha                                                                     | Cina                                                                         | 1 – 0                                                                        | Corea del Sud                                                                | Qual. Mondiali 2018                                                          | -                                                                            | 46’                                                                          |
| 31-8-2017                                                                    | Seul                                                                         | Corea del Sud                                                                | 0 – 0                                                                        | Iran                                                                         | Qual. Mondiali 2018                                                          | -                                                                            | 83’                                                                          |
| 9-12-2017                                                                    | Tokyo                                                                        | Corea del Sud                                                                | 2 – 2                                                                        | Cina                                                                         | Coppa dell'Asia orientale 2017                                               | 1                                                                            |                                                                              |
| 12-12-2017                                                                   | Tokyo                                                                        | Corea del Nord                                                               | 0 – 1                                                                        | Corea del Sud                                                                | Coppa dell'Asia orientale 2017                                               | -                                                                            | 65’                                                                          |
| 16-12-2017                                                                   | Chōfu                                                                        | Giappone                                                                     | 1 – 4                                                                        | Corea del Sud                                                                | Coppa dell'Asia orientale 2017                                               | 2                                                                            | 88’                                                                          |
| 27-1-2018                                                                    | Aksu                                                                         | Corea del Sud                                                                | 1 – 0                                                                        | Moldavia                                                                     | Amichevole                                                                   | 1                                                                            | 46’                                                                          |
| 30-1-2018                                                                    | Aksu                                                                         | Giamaica                                                                     | 2 – 2                                                                        | Corea del Sud                                                                | Amichevole                                                                   | 2                                                                            | 46’                                                                          |
| 3-2-2018                                                                     | Aksu                                                                         | Corea del Sud                                                                | 1 – 0                                                                        | Lettonia                                                                     | Amichevole                                                                   | 1                                                                            | 46’                                                                          |
| 24-3-2018                                                                    | Belfast                                                                      | Irlanda del Nord                                                             | 2 – 1                                                                        | Corea del Sud                                                                | Amichevole                                                                   | -                                                                            |                                                                              |
| 27-3-2018                                                                    | Varsavia                                                                     | Polonia                                                                      | 3 – 2                                                                        | Corea del Sud                                                                | Amichevole                                                                   | -                                                                            | 63’                                                                          |
| 28-5-2018                                                                    | Taegu                                                                        | Corea del Sud                                                                | 2 – 0                                                                        | Honduras                                                                     | Amichevole                                                                   | -                                                                            | 78’                                                                          |
| 1-6-2018                                                                     | Jeonju                                                                       | Corea del Sud                                                                | 1 – 3                                                                        | Bosnia ed Erzegovina                                                         | Amichevole                                                                   | -                                                                            | 87’                                                                          |
| 7-6-2018                                                                     | Innsbruck                                                                    | Corea del Sud                                                                | 0 – 0                                                                        | Bolivia                                                                      | Amichevole                                                                   | -                                                                            | 60’                                                                          |
| 11-6-2018                                                                    | Grödig                                                                       | Senegal                                                                      | 2 – 0                                                                        | Corea del Sud                                                                | Amichevole                                                                   | -                                                                            | 83’                                                                          |
| 18-6-2018                                                                    | Nižnij Novgorod                                                              | Svezia                                                                       | 1 – 0                                                                        | Corea del Sud                                                                | Mondiali 2018 - 1º turno                                                     | -                                                                            | 13’ 66’                                                                      |
| 10-9-2019                                                                    | Aşgabat                                                                      | Turkmenistan                                                                 | 0 – 2                                                                        | Corea del Sud                                                                | Qual. Mondiali 2022                                                          | -                                                                            | 82’                                                                          |
| 10-10-2019                                                                   | Hwaseong                                                                     | Corea del Sud                                                                | 8 – 0                                                                        | Sri Lanka                                                                    | Qual. Mondiali 2022                                                          | 4                                                                            |                                                                              |
| 15-10-2019                                                                   | Pyongyang                                                                    | Corea del Nord                                                               | 0 – 0                                                                        | Corea del Sud                                                                | Qual. Mondiali 2022                                                          | -                                                                            | 79’                                                                          |
| 14-11-2019                                                                   | Beirut                                                                       | Libano                                                                       | 0 – 0                                                                        | Corea del Sud                                                                | Qual. Mondiali 2022                                                          | -                                                                            | 64’                                                                          |
| Totale                                                                       |                                                                              | Presenze                                                                     | 55                                                                           |                                                                              | Reti                                                                         | 14                                                                           |                                                                              |

## Palmarès

### Club

#### Competizioni nazionali
- Korean League Cup: 1

Ulsan Hyundai: 2011
- K League 1

Jeonbuk Hyundai Motors: 2017, 2018
- Coppa di Cina

Shanghai Shenhua: 2019

#### Competizioni internazionali
- AFC Champions League: 2

Ulsan Hyundai: 2012
Jeonbuk Hyundai Motors: 2016

### Nazionale
- Giochi asiatici: 1

2014
- Coppa dell'Asia orientale: 2

2015, 2017

### Individuale
- Capocannoniere del campionato sudcoreano: 1

2015 (18 gol)